# Холостов, Дмитрий Иванович
Дмитрий Иванович Холостов (1905 — 1951) — советский военный, государственный и политический деятель, генерал-лейтенант.

## Биография

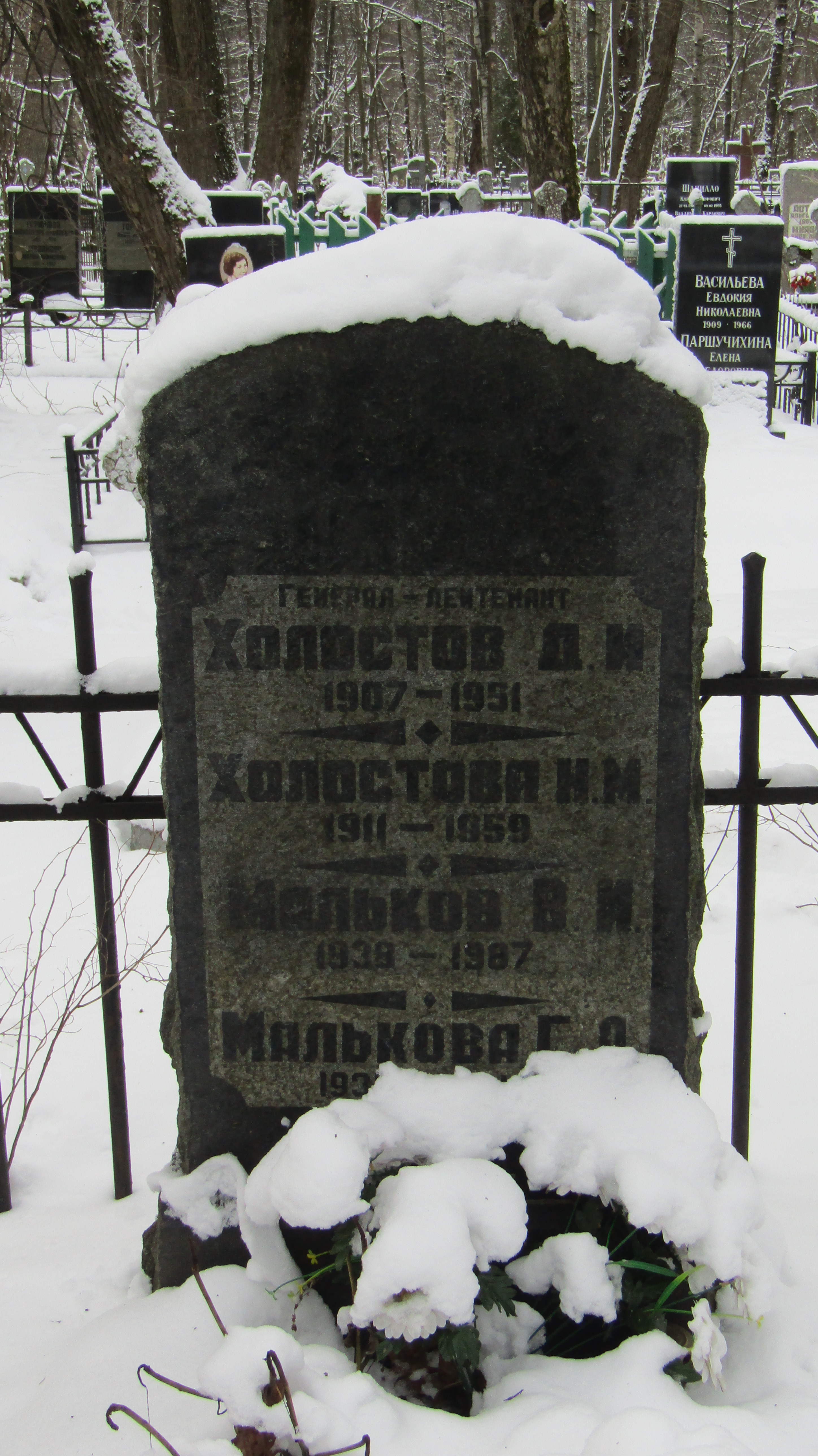
Могила Холостова Д.И. Серафимовское кладбище, Санкт-Петербург.

Родился в деревне Чуриново (ныне Белозерский район Вологодской области) в многодетной крестьянской семье. В 1920 году окончил школу, но продолжить учёбу не смог: четверо старших братьев были в то время на фронтах Гражданской войны, нужны были рабочие руки. В 1927 году его призвали в армию, где зачислили в полковую кавалерийскую школу. Член ВКП(б) с 1929 года. В 1930 году поступил в Ленинградское военно-политическое училище имени Ф. Энгельса. После окончания училища в 1933 году получил назначение на должность командира полка.
Первое боевое крещение получил в 1939 году в ходе советско-финской войны. По воспоминаниям однополчан, отличался храбростью, первым шёл в атаку, в трудную минуту умел поддержать шуткой, поговорить по душам, а во время политбесед простотой и вниманием располагал к себе слушателей.
После окончания войны получил назначение на должность начальника политуправления Ленинградского военного округа, которую занимал в течение всей Великой Отечественной войны (в июне-августе 1941 года – Северного фронта, в августе 1941 – феврале 1942 и с марта 1943 до конца войны – Ленинградского фронта). Был членом Военного совета 54-й армии с декабря 1942 по март 1943 года. Генерал-майор с 6 декабря 1942 года, генерал-лейтенант с 22 июня 1944 года.
В послевоенные годы продолжал служить на той же должности, затем поступил на курсы подготовки политсостава при Военно-политической академии имени В. И. Ленина. После окончания курсов в 1947 году вернулся на прежнее место службы. Однако вскоре получил назначение начальником политического управления Главного командования войск Дальнего Востока. Это произошло, как стало известно позже, вследствие доноса на него в вышестоящие инстанции. Вскоре последовала официальная отставка.
Избирался депутатом Верховного Совета РСФСР 2-го созыва от Псковской области.
Умер в 1951 году в Ленинграде, похоронен на Серафимовском кладбище.